# Roșu și negru (film din 1954)
Roșu și Negru  (titlul original în franceză : Le Rouge et le Noir) este  un film franco-italian realizat de Claude Autant-Lara, ieșit pe ecrane în 1954.

## Sinopsis
Istoria lui Julien Sorel, arivist imortalizat de Stendhal, care renunță la cariera armelor (roșu) pentru Biserică (negru), dar pe care dragostea îl va conduce la ghilotină.

## Fișă tehnică
- Titlu: Le Rouge et le Noir
- Realizarea: Claude Autant-Lara
- Scenariul: Jean Aurenche, Pierre Bost și Claude Autant-Lara într-o adaptare a romanului lui Stendhal, Roșu și Negru, în franceză: Le Rouge et le Noir.
- Dialoguri: Jean Aurenche și Pierre Bost
- Decoruri: Max Douy
- Costume: Rosine Delamare, Jacques Heim, Paulette Coquatrix
- Imaginea: Michel Kelber
- Cadror: Wladimir Ivanoff
- Sunetul: Antoine Petitjean
- Montajul: Madeleine Gug
- Muzica: René Cloërec
- Producția: Henry Deutschmeister și Gianni Hecht Lucari
- Societăți de producție: Documento Films ( Italia) și Franco-London Films ( Franța)
- Țări de origine: Franța, Italia
- Limba originală: franceză
- Format: Color (Eastmancolor) - Formatul peliculei: 35 mm; formatul proiecției: 1,37:1 ; sunet: mono
- Gen: dramă
- Durata: 186 de minute
- Data ieșirii pe ecrane:  Franța: 29 octombrie 1954;  Italia: 29 decembrie 1954

## Distribuția
- Gérard Philipe: Julien Sorel
- Danielle Darrieux: Madame de Rênal
- Antonella Lualdi : Mathilde de La Môle
- Jean Martinelli: Monsieur de Rênal
- Antoine Balpêtré: Abatele Pirard
- Jean Mercure: Marchizul de La Môle
- Alexandre Rignault: Sorel tatăl
- Anna Maria Sandri : Elisa
- Jacques Varennes: Președintele tribunalului
- Suzanne Nivette: Marchiza de La Môle
- André Brunot : Abatele Chellan
- Georges Descrières: Marchiza de Croisenois
- Georges Wilson: Monsieur Binet
- Gérard Séty: Ofițerul
- Claude Sylvain: Amanda Binet
- Jean Sylvain : Un servitor
- Robert Berri: Vizitiul marchizului de Croisenois
- Mirko Ellis: Contele de La Môle
- Pierre Jourdan : Contele Altamira
- Albert Michel: le sonneur
- Jean-Marie Amato: cizmarul
- Raphaël Patorni: un domn din mulțime
- Georgina
- Jean-Pierre Grenier
- Hubert Noël

## În jurul filmului
- Acest film, perceput ca reprezentant al unui oarecare academism „à la française”, a suscitat critici violente din partea membrilor Noului Val.

## Premii
- 1955 : Grand Prix de l'Académie du Cinéma